# Giuliana Minuzzo

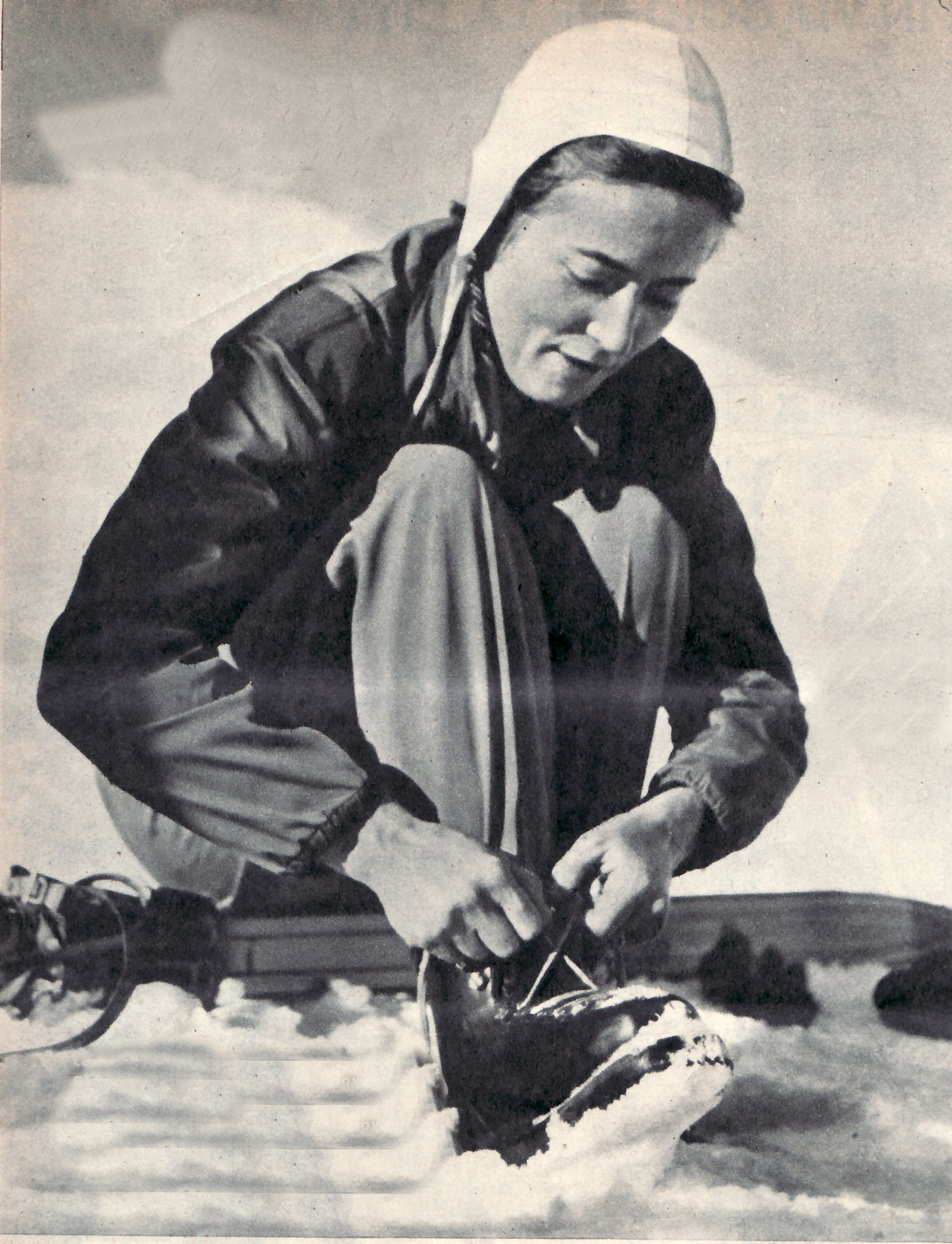
Giuliana Minuzzo (1955)

Giuliana Chenal-Minuzzo (geboren Minuzzo, Vallonara di Marostica, 26 november 1931 - 11 november 2020) was een Italiaans alpineskiester. Op de Olympische Winterspelen van 1952 in Oslo won zij een bronzen medaille in de discipline afdaling. Bij de Winterspelen van 1960 in Squaw Valley won ze brons op de reuzenslalom.
Bij de Olympische Winterspelen van 1956 in Cortina d'Ampezzo schreef Minuzzo geschiedenis door als eerste vrouw de Olympische eed af te leggen namens de atleten.
- International Standard Name Identifier: 0000 0004 1967 4822
- Istituto Centrale per il Catalogo Unico: SBLV152629
- Virtual International Authority File: 90332010